# Taito Corporation
Taito Corporation кабусікігайся тайто: (яп. 株式会社タイトー) — японська компанія, розробник комп'ютерних ігор і аркадних ігрових автоматів. Компанія також займається поширенням американських ігор для ігрових автоматів в Японії і поширенням своїх ігор у всьому світі. У компанії є відділення в Південній Кореї, Італії та Китаї. Раніше компанія також мала відділення в Північній Америці та Бразилії. У 2005 році компанія була придбана Square Enix.

## Історія
Компанія була заснована в 1953 році бізнесменом українського походження Майклом Коганом під назвою Taito Trading Company (яп. 株式会社太東貿易, кабусікігайся тайто: бо:екі). Спочатку компанія займалася імпортуванням різних товарів і була першим в Японії виробником і продавцем горілки , а також випускала і продавала невеликі торгові автомати. Вже через рік в діяльність компанії входив прокат музичних автоматів, а згодом і їх виробництво.
У 1960-х роках компанія також займалася виробництвом механічних ігрових автоматів і пинболов. У 1973 році вона випустила свої перші аркадні відеоігри у вигляді ігрових автоматів, побудованих на дискретній логіці. У тому ж році компанія була перейменована в Taito Corporation. У 1978 році Тосихіро Нісікадо (Toshihiro Nishikado), дизайнер Taito, створив гру Space Invaders, що стала найпопулярнішою грою компанії і однією з найбільш важливих ігор в історії галузі. У США гра була видана компанією Midway. На створення гри вплинула більш рання електромеханічна гра Space Monsters, випущена Taito в 1972 році.
Великий успіх Space Invaders сподвиг Taito на відкриття в 1979 році в США свого відділення, що отримало назву Taito America Corporation. Воно було розташоване в Віллінгу, Іллінойс, і займалося розповсюдженням аркадних автоматів на території Північної Америки. В основному це були ігри, розроблені самою Taito, але відділення також займалося розповсюдженням ігор, ліцензованих у інших компаній, або розроблених у США для Taito.
У 1988 році в Північному Ванкувері, Британська Колумбія, компанія відкрила своє друге американське відділення — Taito Software Inc. Воно зайнялося відеоіграми для домашніх систем, звільнивши від цієї діяльності Taito America. Аналогічно першому відділенню, каталог ігор включав в основному ігри, розроблені головною компанією і іноді ліцензовані у інших компаній.
У 1995 році обидва американських відділення були закриті. Ігри, розроблені Taito, залишаються доступними в США і в даний час, але поширюються іншими компаніями.
Крім Space Invaders, компанія залишила помітний слід в історії відеоігор, розробивши такі ігри, як Qix, серію Bubble Bobble, міні-серію Don Doko Don, Jungle Hunt, Elevator Action, Puzznic, Operation Wolf і Puzzle Bobble. В більшості своїй вони були оригінальними і незвичайними для свого часу іграми.
У 1992 році Taito анонсувала WOWOW — власну ігрову консоль, що використовує CD-ROM. Передбачалося, що на ній будуть доступні точні домашні версії аркадних ігор компанії (аналогічно Neo-Geo), а також ігри, що завантажуються через супутникову передачу (згодом це було реалізовано в системі Satellaview). Для мовлення подібних передач планувалося використовувати потужності однойменної японської телестанції. Ця система не була випущена на ринок.
22 серпня 2005 року було анонсовано, що компанія Square Enix збирається придбати 247 900 акцій Taito на суму 45,16 мільярдів японських єн (409,1 мільйонів доларів США), щоб зробити Taito Corporation своєю дочірньою компанією. Метою придбання було значне збільшення прибутку Taito і розширення присутності Square Enix в нових для неї частинах ринку відеоігор (в основному в галузі ігор для аркадних автоматів). Пропозиція Square Enix була прийнята попереднім власником значної кількості акцій, Kyocera, і 22 вересня 2005 року було оголошено про успішне придбання 93,7 % акцій Taito. З 28 вересня Taito стала дочірньою компанією Square Enix, що стала єдиним її власником.
28 липня 2008 року Square Enix офіційно оголосила про плани закриття двох відділень Taito, Taito Art Corporation і Taito Tech Co., Ltd., внаслідок виконання всіх поставлених перед ними завдань. Відділення були закриті в жовтні 2008 року.